# Isla Blanca (Ica)
La Isla Blanca, también llamada Isla Ovillo, es una isla perteneciente al Perú situada dentro de las aguas de la bahía de Pisco, en el océano Pacífico. Se localiza a unos 9,5 km al oeste del puerto de Pisco y a unos 6 km al norte de la península de Paracas. Abarca una superficie de aproximadamente 6,23 hectáreas. Desde el punto de vista administrativo forma parte de la provincia de Pisco, en el departamento de Ica, dentro de los límites de la zona de amortiguamiento de la Reserva nacional de Paracas.

## Descripción geográfica
La isla Blanca se encuentra bajo la influencia de las aguas frías de la corriente de Humboldt y se localiza en torno a los 13°44′ de latitud S y los 76°18′ de longitud O. Tiene una longitud máxima de aproximadamente 405 m, en sentido suroeste-noreste, y una anchura que ronda los 135 metros. La mayor altitud de la isla alcanza los 28 metros sobre el nivel del mar.
En el extremo sur de la isla, a poca distancia de su orilla, destaca un pequeño islote de forma redondeada de 85 m de diámetro. El color blanquecino que presenta la isla, es el resultado de la mezcla de las capas de guano y la erosión de la superficie rocosa. A unos 8,6 km del extremo oeste de la isla se encuentran las islas Ballestas. El paso entre las dos islas está libre de peligros.

## Diversidad biológica
El principal componente biológico de la isla Blanca son las aves marinas. En su mayoría, son especies típicas de ecosistemas marino-costeros, que han encontrado en la isla una zona de alimentación, reproducción y descanso. Entre las principales especies de aves que se reproducen en la isla se encuentran tres especies de aves guaneras: el pelícano peruano (Pelecanus thagus), el piquero peruano (Sula variegata) y el guanay (Phalacrocorax bougainvillii), además de la chuita (Phalacrocorax gaimardi) y el pingüino de Humboldt (Spheniscus humboldti), especies que se encuentran categorizadas por la legislación peruana como en peligro de extinción.
Otras especies de aves que habitan la isla son el zarcillo (Larosterna inca), la gaviota peruana (Larus belcheri), el cormorán neotropical o cushuri (Phalacrocorax brasilianus), la gaviota dominicana (Larus dominicanus), el ostrero negro (Haematopus ater), el vuelve piedras (Arenaria interpres), entre otras.
Por otro lado, en el grupo de mamíferos marinos se han registrado cuatro especies: la nutria marina o chungungo (Lontra felina), el delfín nariz de botella (Tursiops truncatus), el lobo chusco sudamericano (Otaria flavescens) y el lobo fino sudamericano (Arctophoca australis), dos especies de lobos marinos que pertenecen a la familia Otariidae.